# Psira (illot)
Psira (grec Ψείρα [psíra], literalment polls (paràsits)) és una petita illa grega deshabitada al nord-est de Creta, al Golf de Mirabello.
Segons les excavacions arqueològiques, l'illa va ser habitada des de la prehistòria i els assentaments de l'època minoica van ser destruïts per l'erupció de Tera.